# Areias de Vilar
Areias de Vilar era una freguesia portuguesa del municipio de Barcelos, distrito de Braga.

## Historia
Fue suprimida el 28 de enero de 2013, en aplicación de una resolución de la Asamblea de la República portuguesa promulgada el 16 de enero de 2013 al unirse con la freguesia de Encourados, formando la nueva freguesia de Areias de Vilar e Encourados.

## Patrimonio
- Chafariz monumental existente en el patio del extinto convento anexo a la iglesia de Vilar de Frades
- Iglesia de Vilar de Frades o Iglesia del Monasterio de los Lóios.